# Alles hört auf mein Kommando (1985)
Alles hört auf mein Kommando (Volunteers) ist eine US-amerikanische Filmkomödie von Nicholas Meyer aus dem Jahr 1985.

## Handlung
Lawrence Whatley Bourne III studiert an der Yale University. Er häuft Spielschulden an, taucht unter und verpflichtet sich beim Friedenskorps. Eingesetzt wird er bei einem Brückenbauprojekt in Thailand. Bourne lernt Beth Wexler und Tom Tuttle kennen, die das Friedenskorps mit derselben Aufgabe betraute. Er lädt Wexler zu sich ein; sie willigt erst ein, als er ihr echte Cola verspricht.
Die CIA, kommunistische Rebellen wie auch ein ortsansässiger Drogenbaron wollen die Kontrolle über die Brücke übernehmen. Tuttle wird nach dem Gespräch mit dem Anführer der Kommunisten zum überzeugten Hasser des kapitalistischen Imperialismus, gegen den er in leidenschaftlichen Tiraden wettert. Der Drogenbaron lässt von einem mit ihm zusammenarbeitenden CIA-Agenten Wexler entführen; Bourne befreit die Frau.
Wexler schlägt vor, die Brücke in die Luft zu sprengen. Die Ortsbewohner stimmen dem begeistert zu. Tuttle will die Sprengung verhindern und bedroht die Menschen mit einer Stange Sprengstoff. Nach ein paar Ohrfeigen erinnert er sich wieder daran, dass er ein Amerikaner ist, und hilft beim Vorhaben.
Die Brücke wird direkt vor anrückenden kommunistischen Rebellen und Söldnern der CIA gesprengt. Bourne und Wexler bleiben zusammen, sie eröffnen in Südostasien ein profitables Spielcasino.

## Kritiken
Die Londoner Zeitschrift Time Out schrieb, der Film sei eine „zynische Verwertung“ zahlreicher Filme, wie Die Brücke am Kwai, Apocalypse Now, Indiana Jones und der Tempel des Todes und Casablanca. Hanks stelle sexistische und rassistische Klischees mit „gewinnendem Charme“ dar. Der Film sei witzig.
Das Lexikon des internationalen Films schrieb, der Film sei ein „Klamaukfilm mit parodistischen Seitenhieben auf Kriegsfilme“.

## Hintergrund
Der Film wurde auf dem Gelände der Yale University in New Haven (Connecticut) und in Venezuela gedreht. Er spielte in den Kinos der USA ca. 19,9 Millionen US-Dollar ein.